# Відцентровий склоочисник

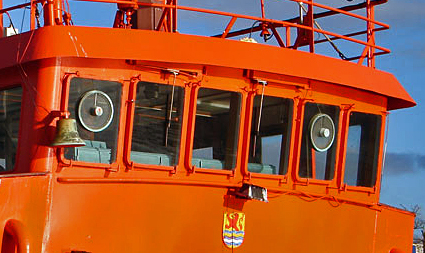
Два відцентрових склоочисники на навігаційному містку

Відцентровий склоочисник  — скляний диск, встановлений у вікні, як правило капітанського містка, та обертається з високою швидкістю (бл. 1500 об/хв) для розгону дощових крапель, бризок та снігу. Рушієм пристрою зазвичай виступає електричний двигун, який розташований в центрі диска. Склоочисник може бути обладнаний системою підігріву для запобігання утворення конденсату та обмерзання.
Пристрій розроблений у середині 1930-х років для автомобілів і згодом його використання впроваджено у морському транспорті. Також пристрій використовується і в залізничному транспорті.

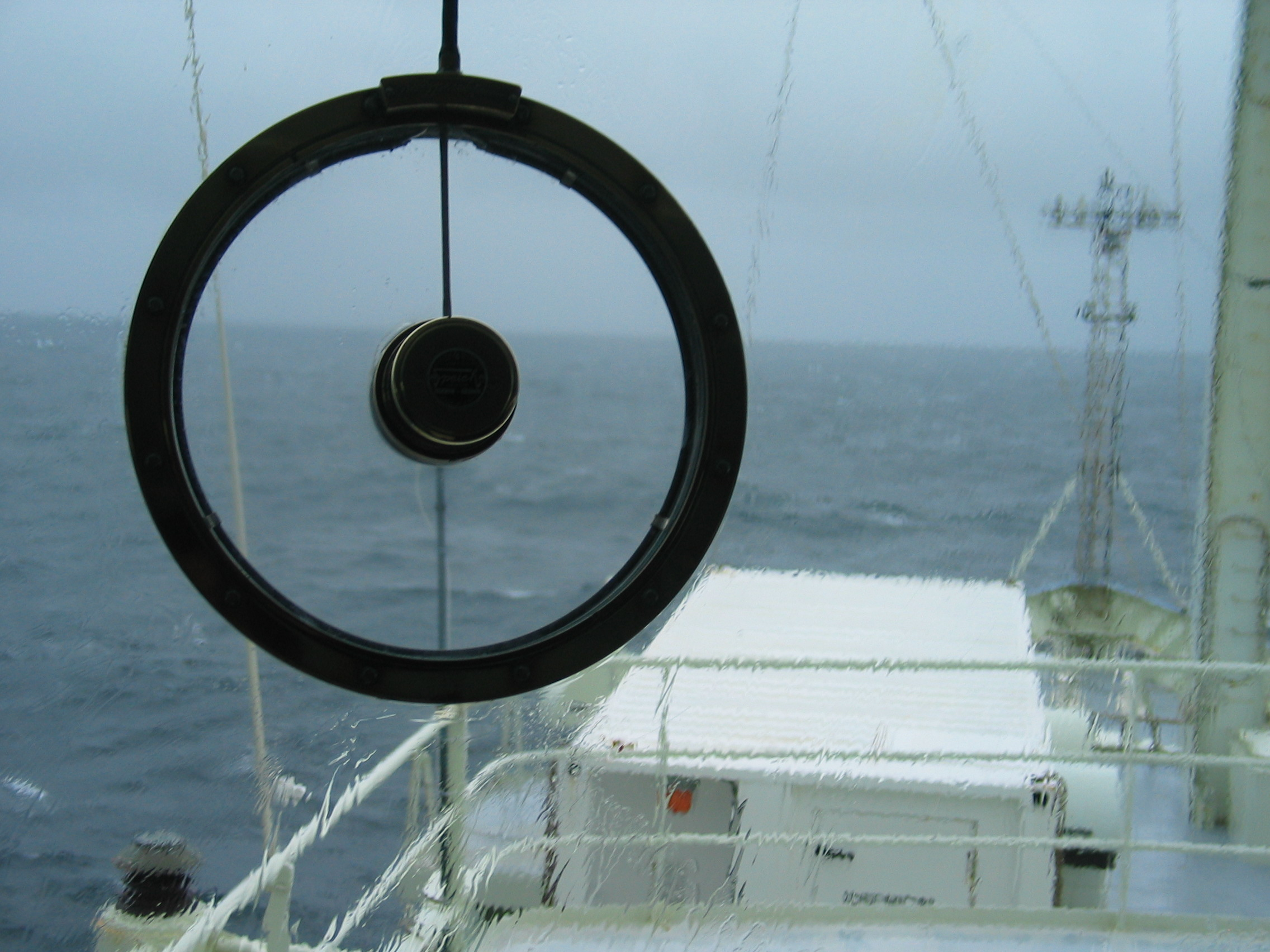
Детальний вигляд із капітанського містка.
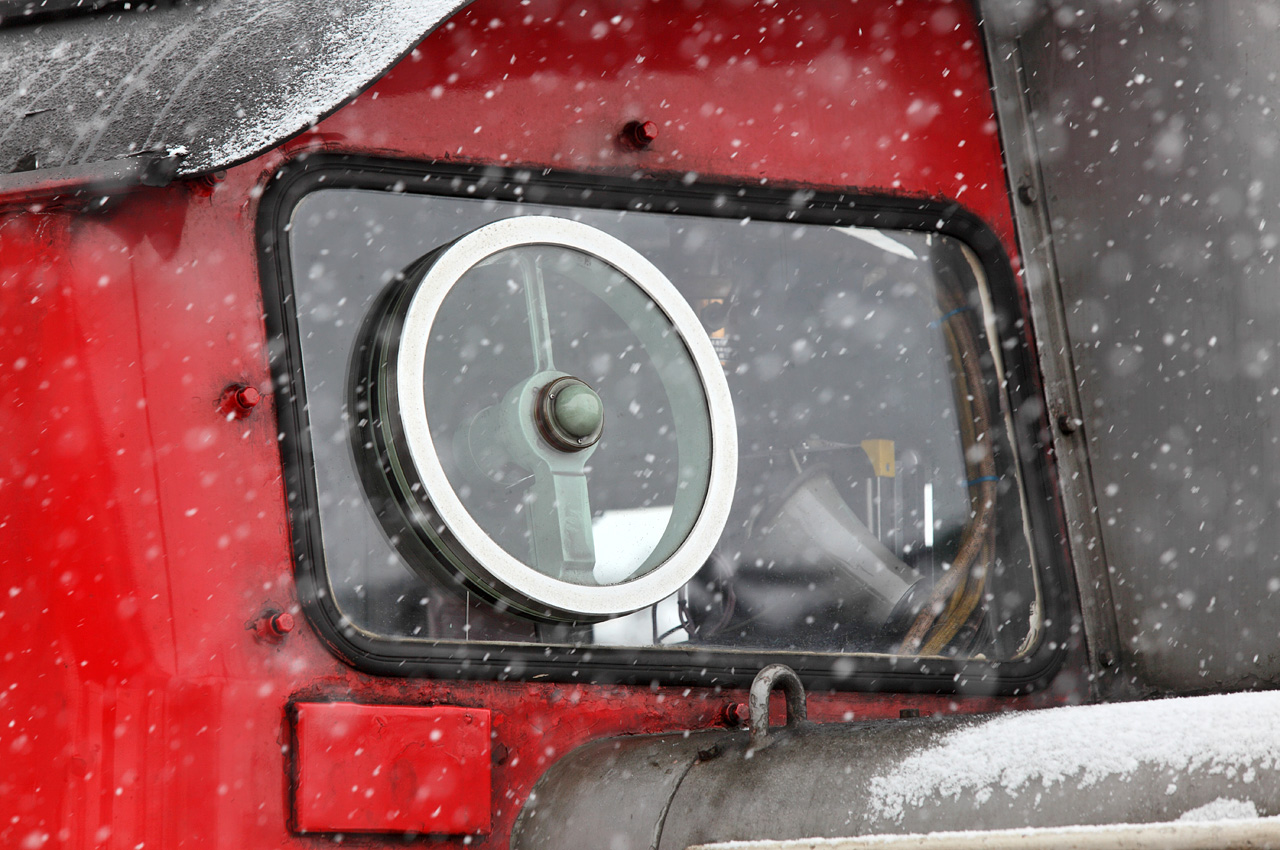
Відцентровий склоочисник на тепловозі.
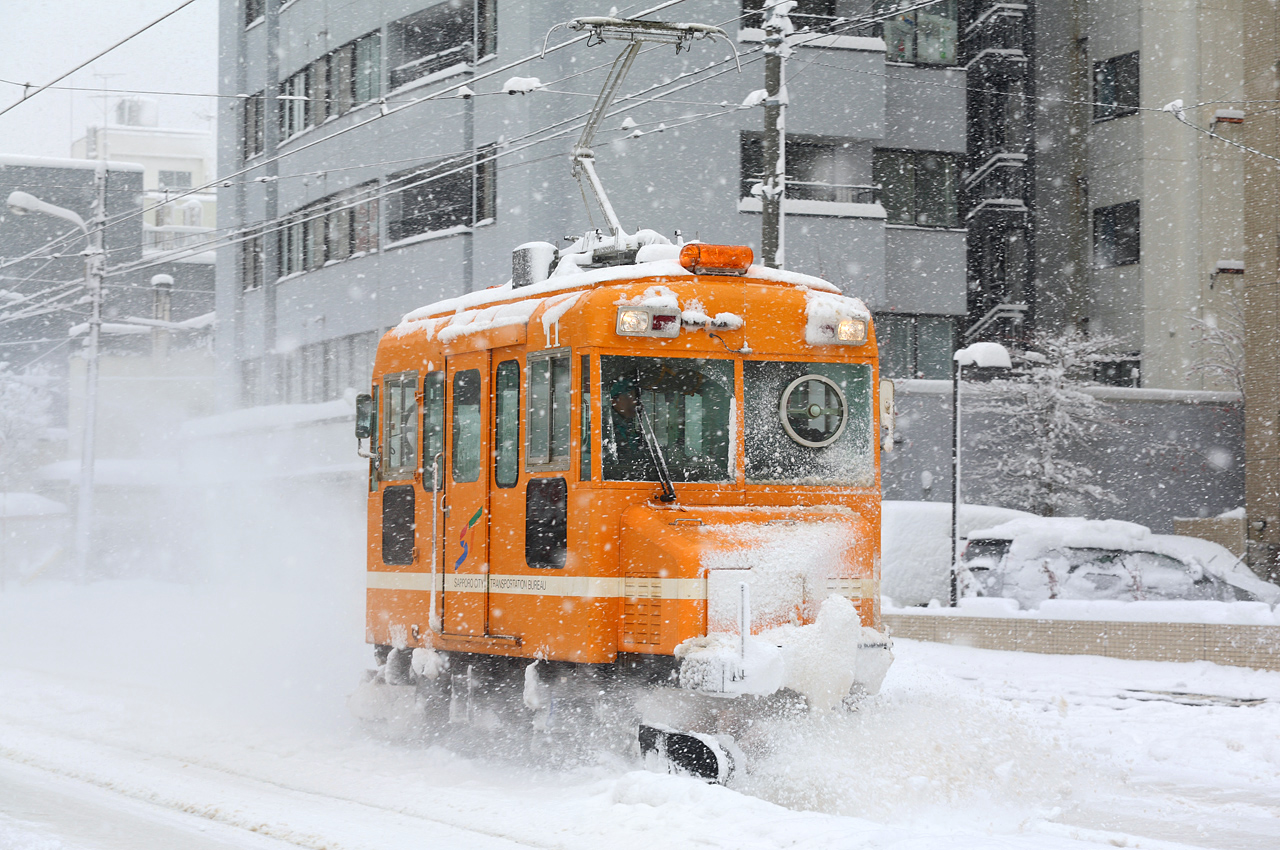
Трамваї Саппоро Sasara обладнані відцентровими склоочисниками.